# 谢尔盖·列温
谢尔盖·尼古拉耶维奇·列温（俄语：Сергей Николаевич Ревин，羅馬化：Sergei Nikolayevich Revin，1966年1月12日—）是俄罗斯政治人物，已退役宇航员，俄罗斯第113位宇航员，世界第523位宇航员，呼号“河鼓二”（Альтаир-2）。

## 早年
出生于莫斯科。1989年毕业于莫斯科电子工程学院（现莫斯科电子技术国家研究型大学）。是一名电子自动化工程师，自1998年起成为RKA的航天试验员。

## 远征31/32
2012年5月15日3时许，他和根纳季·帕达尔卡、美国宇航员阿卡巴乘坐联盟TMA-04M载人飞船，在哈萨克斯坦的拜科努尔发射场升空前往国际空间站。这是2012年首批飞往空间站的宇航员。
2012年9月17日，他和帕达尔卡以及阿卡巴乘坐联盟TMA-04M飞船在哈萨克斯坦阿尔卡雷克地区成功着陆。

## 个人生活
他热爱旅游和气球飞行。
他是俄罗斯生态党“绿党”党员。2017年4月因身体原因退役，离开宇航员队。2018年被提名为莫斯科市长候选人。

## 荣誉
- 俄罗斯联邦宇航员和俄罗斯联邦英雄荣誉称号（2014年）